# Chionis Island
Chionis Island ist eine Insel im Palmer-Archipel westlich der Antarktischen Halbinsel. Sie liegt südlich des Awl Point von Trinity Island.
Der Name Snow Island (englisch für Schneeinsel) war unter Walfängern in den 1920er Jahren für diese Insel geläufig, fand jedoch keine Verwendung auf Landkarten. Da mit Snow Island im nahegelegenen Archipel der Südlichen Shetlandinseln bereits eine gleichnamige Insel existierte, entschied sich das UK Antarctic Place-Names Committee 1960 zu einer Umbenennung. Neuer Namensgeber ist der Weißgesicht-Scheidenschnabel (Chionis alba), ein in diesem Gebiet verbreiteter Vogel.